# Adware
Рекламне програмне забезпечення, adware — програмне забезпечення, яке в процесі свого використання показує користувачеві рекламу. Рекламні повідомлення можуть бути статично додані або завантажуватися з мережі, в процесі роботи програми. Розробник додає покази реклами у ПЗ для отримання відрахувань від рекламодавця.
Показ реклами дозволяє розробникові частково покрити витрати на розробки продукту і, як наслідок, продавати продукт за нижчою ціною або надавати його безоплатно.
Деякі різновиди adware належать до зловмисного програмного забезпечення і можуть включати шпигунські модулі, основна ціль яких — крадіжка особистої інформації користувача (логінів, паролів і т.ін.)